# Elbow River
Elbow River är ett vattendrag i Kanada.   Det ligger i provinsen Alberta, i den centrala delen av landet, 2 900 km väster om huvudstaden Ottawa.
Runt Elbow River är det i huvudsak tätbebyggt. Runt Elbow River är det mycket tätbefolkat, med 1 411 invånare per kvadratkilometer.